# 雙色丘頭鯰
雙色丘頭鯰，為輻鰭魚綱鯰形目蝌蚪鯰科的其中一種，為熱帶淡水魚類，分布於南美洲亞馬遜河至阿根廷淡水流域，體長可達11公分，棲息在森林覆蓋茂密、沙石底質的底層水域，生活習性不明，可作為觀賞魚。

## 扩展阅读
維基物種上的相關：雙色丘頭鯰